# Hilding Ekman
Hilding Ekman (né le 10 janvier 1893 à Stockholm et décédé le 7 mars 1966 à Uppsala) est un athlète suédois spécialiste du fond. Affilié au IF Thor, il mesurait 1,80 m pour 70 kg.

## Biographie

### Palmarès
| Date | Compétition           | Lieu   | Résultat | Épreuve          | Performance   |
| ---- | --------------------- | ------ | -------- | ---------------- | ------------- |
| 1920 | Jeux olympiques d'été | Anvers | 11e      | Cross individuel | 28 min 17 s 0 |
| 1920 | Jeux olympiques d'été | Anvers | 3e       | Cross par équipe | 23 pts        |